# Lubiprostonă
Lubiprostona este un medicament laxativ utilizat în tratamentul unor tipuri de constipație. Calea de administrare disponibilă este cea orală.

## Utilizări medicale
Lubiprostona este utilizată în tratamentul constipației cronice de cauză necunoscută la adulți, dar mai este și indicată în sindromul de colon iritabil asociat cu constipație, la femei.